# 屋根工事業
屋根工事業（やねこうじぎょう）とは瓦、スレート、金属薄板等により屋根をふく工事を業とする建設業。
工事の例示としては、屋根ふき工事
「瓦」、「スレート」及び「金属薄板」については、屋根をふく材料の別を示したものにすぎず、また、これら以外の材料による屋根ふき工事も多いことから、これらを包括して「屋根ふき工事」とする。したがって板金屋根工事も『板金工事』ではなく『屋根工事』に該当する。
屋根断熱工事は、断熱処理を施した材料により屋根をふく工事であり「屋根ふき工事」の一類型である。
屋根一体型の太陽光パネル設置工事は『屋根工事』に該当する。太陽光発電設備の設置工事は『電気工事』に該当し、太陽光発電パネルを屋根に設置する場合は、屋根等の止水処理を行う工事が含まれる。

## 概説
具体的には住宅の主要構造部の一つである屋根を屋根材を用いて仕上げる工事であって、瓦屋根ふき工事、ストレート屋根ふき工事、金属薄板屋根ふき工事のほか、屋根断熱工事なども施す。
屋根上での「高所作業」、と屋根材を屋根の上にあげる「肉体労働」を伴い、また屋根材を現場加工等をして納める「職人技術」、屋根材と雨仕舞いに関する「専門知識」が必要とされ、施工に問題があるなどすると「雨漏り」などの重大な事態を招く恐れがある。
日本の屋根工事業者の多くは主に瓦やスレートの取り扱いが多く、同じ屋根工事の分野でもトタンなどの金属系屋根材については「板金工事」を行う「板金工事業」が取り扱うことが多い。
また、同じ屋根工事業の中でも瓦のみを取り扱う業者やスレートを中心に扱う業者などさまざまな形態が見られる。
瓦に関しては新築市場では従来の和瓦（日本瓦、和型、J型）から平らな形状で現代風の平板瓦（F型）にハウスメーカーの住宅を中心に移行しつつある。
スレートに関しては一般新築住宅においては薄型の化粧スレート（通称「カラーベスト」）が圧倒的に多く、近年のアスベスト問題に対応して無石綿化が進んでいる。
屋根工事に従事する労働者は屋根ふき工または屋根葺職人（屋根職人、屋根屋、屋根職、葺き師）などと呼ばれ、さらに主に取り扱う屋根材が専門化している屋根ふき工は瓦なら瓦葺工（かわらぶき工、瓦葺職人）、スレートならスレート職人などと呼ばれたりする。
工事費はかつては和瓦（日本瓦）を使った瓦屋根工事などは日本住宅（和風住宅）の建築工事の花形的存在とも言えたが、住宅の洋風化、現代化により工事費用は圧倒的に下がっており、屋根工事だけでは事業所を維持できずに外壁工事や板金工事など関連職種の領域への参入もやむなくされている事業所もある。